# Allonemobius shalontaki
Allonemobius shalontaki is een rechtvleugelig insect uit de familie krekels (Gryllidae). De wetenschappelijke naam van deze soort is voor het eerst geldig gepubliceerd in 2006 door Braswell, Birge & Howard.